# Okay Awesome
Okay Awesome är det femte avsnittet av första säsongen av TV-serien How I Met Your Mother. Det hade premiär på CBS den 17 oktober 2005.

## Sammandrag
Robin är VIP på klubben "Okay", så hon bjuder med Ted och Barney. Lily och Marshall försöker bli vuxna genom att ha en vinprovning hemma. 

## Handling
Robin har fått en inbjudan till den nya nattklubben "Okay". Ted och Barney hänger på, men Marshall och Lily har bjudit in till vinprovning så att de kan börja vara mer mogna. Robin tänker presentera Ted för sin vän Kelly, medan Barney planerar att hitta någon att "grinda" mot hela kvällen.
Marhall blir helt uttråkad på vinprovningen och flyr fältet genom att hoppa ut genom toalettfönstret. Under tiden försöker Robin komma in i VIP-rummet, som hon fått en inbjudan till. Hon går ut för att ringa ägaren till klubben och släpper då in Marshall. När hon ska gå in har nattklubben dock bytt vakt, så hon får stanna utanför. 
Ted gör sig redo att lämna efter att ha misslyckats med Kelly, men när Marshall kommer in går han med på att stanna en stund. De köper varsin öl, men Marshall får ont i en tand och i sin armbåge, så han går till toaletten för att försöka hitta en värktablett. När han kommer ut har han mirakulöst nog ingen smärta längre.
Ted går ner till garderoben där han stannar för att prata med tjejen som jobbar där. Lily rymmer också från vinprovningen efter att ha förstått att Marshall gått till nattklubben. När hon kommer fram övertygar Robin henne om att hon inte behövver vara lika mogen som alla jämnåriga par. Lily å sin sida övertygar Robin om att visa brösten för vakten, så att han släpper in dem.  
Därinne har Barney upptäckt att tjejen som han dansat med hela kvällen varit hans kusin Leslie. Han försöker fly fältet, men stannar eftersom Robin och Lily har kommit in. 

## Musik i avsnittet
- "Shine" av Lovefreekz
- "Heaven" av DJ Sammy
- "Freek U" av Garcon
- "The Tide" av The Julian Day
- "Power Control" (Vocal version) av Wild Whirled Music (Marshalls solodans)

## Popkulturella referenser
- Ted kallar Barney för Tin Man på grund av hans blanka silverfärgade tröja, och refererar till Plåtmannen i Trollkarlen från Oz.
- Nördarna utanför klubben tror att Marshall skulle kunna vara den tredje Affleck-brodern, och refererar till Ben och Casey Affleck.